# Kaká
Kaká, właśc. Ricardo Izecson dos Santos Leite (ur. 22 kwietnia 1982 w Gamie) – brazylijski piłkarz występujący na pozycji pomocnika. Reprezentant Brazylii, z którą w 2002 roku sięgnął po Mistrzostwo Świata, a w 2005 i 2009 roku po Puchar Konfederacji.
W swojej karierze reprezentował barwy São Paulo, Milanu, Realu Madryt i Orlando City, w barwach którego w 2017 zakończył karierę piłkarską.
Zdobywca Złotej Piłki i Piłkarz Roku FIFA z 2007 roku.

## Życiorys
Syn inżyniera i nauczycielki, pochodzi z bogatej brazylijskiej rodziny. Swój pseudonim zawdzięcza młodszemu bratu, który nazywał go „Kaká”, gdy w bardzo młodym wieku nie umiał jeszcze wymówić pełnych imion swojego brata.
Już w wieku 16 lat rozpoczął treningi z pierwszym zespołem São Paulo FC. Jego kariera mogła zakończyć się szybko, gdyż w wieku 18 lat nabawił się groźnego urazu – niefortunnie skoczył do wody i stracił czucie w nogach. Kontuzja okazała się na szczęście niezbyt poważna i po kilku dniach wrócił do pełnej sprawności.
W 2003, za 8,5 miliona euro, trafił do A.C. Milan. Wcześniej piłkarz zdążył rozegrać 118 meczów w barwach São Paulo, dla którego zdobył 58 bramek i dlatego zainteresował się nim Silvio Berlusconi. W sezonie 2006/2007 po odejściu Andrija Szewczenki stał się kluczowym zawodnikiem Milanu. Pomimo zainteresowania, jakie wykazywał nim Real Madryt, postanowił pozostać w Milanie. Zimą 2009 roku, mimo rekordowej w świecie futbolu oferty Manchesteru City opiewającej na 120 mln euro i podwojenia tygodniowych zarobków, nie odszedł z Milanu mówiąc, że „jego serce na zawsze jest w AC Milan”.
W sezonie 2003/2004 w meczach Serie A Brazylijczyk wystąpił trzydziestokrotnie i zdobył 10 goli. Jest rozgrywającym zespołu. W recenzjach jest porównywany do największych sław futbolu, takich jak Johan Cruijff czy Michel Platini. Zarabia kilka milionów dolarów rocznie – połowa jego zarobków pochodzi z pensji klubowej, zaś druga część to wpływy z reklam i od sponsorów.
Kaká ma na swoim koncie tytuł mistrza świata z roku 2002, lecz na tamtym mundialu rozegrał tylko 20 minut w meczu z Kostaryką (5:2). W Mundialu 2006 Brazylia odpadła w ćwierćfinale za sprawą Francuzów (późniejszych finalistów). Z Milanem zdobył mistrzostwo Włoch, superpuchar Włoch, superpuchar Europy i Puchar Europy. Na mistrzostwach świata w Niemczech (2006 r.) zdobył bramkę na wagę zwycięstwa w meczu z Chorwacją (1:0).
W sezonie 2006/2007 Kaká razem z Milanem zwyciężył w rozgrywkach Ligi Mistrzów pokonując w finale Liverpool 2:1. Z 10 golami na koncie Brazylijczyk został wówczas królem strzelców Ligi Mistrzów, został także wybrany najlepszym zawodnikiem rozgrywek.
2 grudnia 2007 Kaká otrzymał Złotą Piłkę, zostając zwycięzcą plebiscytu tygodnika France Football na najlepszego piłkarza grającego w Europie. Trzy tygodnie później odebrał z rąk Pele nagrodę FIFA dla najlepszego piłkarza kończącego się roku (World Player of the Year).
8 czerwca 2009 roku Kaká podpisał sześcioletni kontrakt z Realem Madryt. Hiszpański klub zapłacił za niego 65 milionów euro, piłkarz zarabiał około 9 milionów euro rocznie.
2 września 2013 roku Kaká ponownie został zawodnikiem Milanu.
6 stycznia 2014 roku przeciwko Atalancie Bergamo (3:0) Kaká zdobył swojego 100 i 101 gola w Milanie.
29 marca 2014 roku w meczu AC Milan – Chievo Verona Kaká rozegrał swój 300 mecz dla „Rossonerrich”, w którym zdobył 2 bramki.
Po sezonie 2013/14, Kaká podpisał kontrakt z Orlando City, jednak dlatego że rozgrywki Major Soccer League zaczynają się w zimie, piłkarz został wypożyczony do São Paulo F.C.

## Życie prywatne
23 grudnia 2005 poślubił swoją narzeczoną, a obecnie panią pastor, Caroline Celico. 10 czerwca 2008 roku został po raz pierwszy ojcem. Jego żona urodziła zdrowego chłopca o imieniu Luca Celico Leite. 23 kwietnia 2011 urodziło mu się drugie dziecko, córka Isabelle. Kaká jest ewangelicznym chrześcijaninem i członkiem zielonoświątkowego zboru „Odrodzeni w Chrystusie” w São Paulo. Należy również do międzynarodowej organizacji chrześcijańskiej „Sportowcy dla Chrystusa”. Angażuje się także w działalność społeczną na rzecz walki z głodem oraz ubóstwem.

## Statystyki kariery
Stan na 18 maja 2014.
| Klub               | Sezon              | Liga  | Liga | Liga   | Puchar | Puchar | Puchar | Puchary kontynentalne | Puchary kontynentalne | Puchary kontynentalne | Inne  | Inne | Inne   | Razem | Razem | Razem  |
| Klub               | Sezon              | Mecze | Gole | Asysty | Mecze  | Gole   | Asysty | Mecze                 | Gole                  | Asysty                | Mecze | Gole | Asysty | Mecze | Gole  | Asysty |
| São Paulo          | 2001               | 27    | 12   | 0      | 7      | 1      | 0      | 5                     | 0                     | 2                     | 16    | 4    | 0      | 55    | 17    | 2      |
| São Paulo          | 2002               | 22    | 9    | 0      | 9      | 6      | 0      | 0                     | 0                     | 0                     | 17    | 8    | 0      | 48    | 23    | 0      |
| São Paulo          | 2003               | 10    | 2    | 0      | 5      | 0      | 0      | 0                     | 0                     | 0                     | 7     | 5    | 0      | 22    | 7     | 0      |
| São Paulo          | Razem              | 59    | 23   | 0      | 21     | 7      | 0      | 5                     | 0                     | 0                     | 40    | 17   | 0      | 125   | 47    | 2      |
| A.C. Milan         | 2003/04            | 30    | 10   | 4      | 4      | 0      | 0      | 10                    | 4                     | 1                     | 1     | 0    | 0      | 45    | 14    | 5      |
| A.C. Milan         | 2004/05            | 36    | 7    | 5      | 1      | 0      | 0      | 13                    | 2                     | 4                     | 1     | 0    | 0      | 51    | 9     | 7      |
| A.C. Milan         | 2005/06            | 35    | 14   | 3      | 2      | 0      | 1      | 12                    | 5                     | 1                     | 0     | 0    | 0      | 49    | 19    | 5      |
| A.C. Milan         | 2006/07            | 31    | 8    | 6      | 2      | 0      | 0      | 15                    | 10                    | 5                     | 0     | 0    | 0      | 48    | 18    | 9      |
| A.C. Milan         | 2007/08            | 30    | 15   | 10     | 0      | 0      | 0      | 8                     | 2                     | 2                     | 3     | 2    | 0      | 41    | 19    | 12     |
| A.C. Milan         | 2008/09            | 31    | 16   | 9      | 1      | 0      | 0      | 4                     | 0                     | 2                     | 0     | 0    | 0      | 36    | 16    | 10     |
| A.C. Milan         | Razem              | 193   | 70   | 37     | 10     | 0      | 1      | 63                    | 24                    | 15                    | 5     | 2    | 0      | 270   | 96    | 46     |
| Real Madryt        | 2009/10            | 25    | 8    | 6      | 1      | 0      | 0      | 7                     | 1                     | 2                     | 0     | 0    | 0      | 33    | 9     | 8      |
| Real Madryt        | 2010/11            | 14    | 7    | 5      | 3      | 0      | 0      | 3                     | 1                     | 0                     | 0     | 0    | 0      | 20    | 7     | 6      |
| Real Madryt        | 2011/12            | 27    | 5    | 9      | 4      | 0      | 0      | 8                     | 3                     | 5                     | 1     | 0    | 0      | 40    | 8     | 14     |
| Real Madryt        | 2012/13            | 19    | 3    | 3      | 2      | 1      | 0      | 6                     | 1                     | 1                     | 0     | 0    | 0      | 27    | 5     | 4      |
| Real Madryt        | Razem              | 85    | 23   | 23     | 10     | 1      | 0      | 24                    | 5                     | 10                    | 1     | 0    | 0      | 120   | 29    | 32     |
| A.C. Milan         | 2013/14            | 30    | 7    | 4      | 1      | 0      | 0      | 6                     | 2                     | 2                     | 0     | 0    | 0      | 37    | 9     | 6      |
| A.C. Milan         | Razem              | 30    | 7    | 4      | 1      | 0      | 0      | 6                     | 2                     | 2                     | 0     | 0    | 0      | 37    | 9     | 6      |
| Łącznie w karierze | Łącznie w karierze | 367   | 123  | 63     | 42     | 8      | 1      | 98                    | 31                    | 27                    | 46    | 19   | 0      | 555   | 181   | 86     |

1. ↑  (Superpuchar Włoch, Puchar Interkontynentalny, Klubowe mistrzostwa świata, Superpuchar Hiszpanii).

## Sukcesy

### São Paulo
- Copa São Paulo de Juniores: 2000
- Torneio Rio-São Paulo: 2001
- Supercampeonato Paulista: 2002

### AC Milan
- Mistrzostwo Włoch: 2003–04
- Superpuchar Włoch: 2004
- Liga Mistrzów: 2006–07
- Superpuchar Europy: 2007
- Klubowe mistrzostwa świata: 2007

### Real Madryt
- Mistrzostwo Hiszpanii: 2011–12
- Puchar Króla: 2010–11
- Superpuchar Hiszpanii: 2012

### Reprezentacja
- Mistrzostwa Świata 2002  złoto
- Puchar Konfederacji: 2005  złoto, 2009  złoto

### Indywidualnie
- Revista Placar Bola de Ouro: 2002
- Najlepszy Pomocnik Ligi Brazylijskiej: 2002
- Jedenastka Turnieju o Złoty Puchar CONCACAF 2003
- Najlepszy Zagraniczny Piłkarz Roku Serie A: 2004, 2006, 2007
- Najlepszy Piłkarz Serie A: 2004, 2007
- Najlepszy Pomocnik Ligi Mistrzów: 2008
- Drużyna Roku UEFA: 2006, 2007, 2009
- FIFPro World XI: 2006, 2007, 2008
- Pallone d’Argento: 2007
- Król Strzelców Ligi Mistrzów: 2007
- Najlepszy Napastnik Ligi Mistrzów: 2007
- Piłkarz Roku według UEFA: 2006, 2007, 2009
- FIFPro: 2007
- Złota Piłka: 2007
- Złota Piłka dla najlepszego zawodnika klubowych mistrzostw świata: 2007
- Toyota Award: 2007
- Piłkarz Roku FIFA: 2007
- Onze d’Or: 2007
- Piłkarz Roku według World Soccer: 2007
- Pomocnik Roku według IFFHS: 2007
- Time 100: 2008, 2009
- Maracanã Hall Of Fame: 2008
- Samba d’Or: 2008
- Złota Piłka dla najlepszego zawodnika Pucharu Konfederacji 2009
- Jedenastka Pucharu Konfederacji 2009
- Marca Leyenda: 2009
- Najlepiej Asystujący Zawodnik mistrzostw świata 2010 w RPA
- Najlepiej Asystujący Zawodnik Ligi Mistrzów: 2012